# Догерти, Майкл
Майкл Догерти (англ. Michael Dougherty) — американский кинорежиссёр и сценарист, известный по своей работе с Дэном Харрисом над сценариями фильмов Брайана Сингера «Люди Икс 2» и «Возвращение Супермена». Он также известен как режиссёр и сценарист культового фильма ужасов «Кошелёк или жизнь». 28 октября 2013 года на специальном показе было объявлено, к удивлению аудитории, что созданием сиквела займётся Legendary Pictures.

## Ранняя жизнь
Догерти поступил в школу искусств Тиша Нью-Йоркского университета в Институте кино и телевидения Мориса Канбара, где он спродюсировал «Приветствия сезона» (1996).
Он родился и вырос в Колумбусе, Огайо.

## Карьера
Его режиссёрский дебют, «Кошелёк или жизнь», основан на его сценарии и спродюсирован Брайаном Сингером. Он был показан на нескольких кинофестивалях, прежде чем его издали на DVD 6 октября 2009 года в США и Канаде. В декабре 2014 года, он начал работать над фильмом ужасов «Крампус», который вышел в декабре 2015 года, и написав сценарий вместе с Сингером, Дэном Харрисом (сосценаристом «Возвращения Супермена») и Саймоном Кинбергом («Люди Икс: Последняя битва», «Первый класс» и «Дни минувшего будущего») для следующего фильма «Людей Икс» под названием «Апокалипсис», где Сингер снова будет режиссёром, который вышел в 2016 году.

## Личная жизнь
Его мать — вьетнамка. Догерти является художником и некоторые из его работ опубликованы на его официальном сайте.

## Фильмография

### Фильмы
| Год  | Название                           | Ориг. название                 | Режиссёр | Сценарист | Примечания                    |
| ---- | ---------------------------------- | ------------------------------ | -------- | --------- | ----------------------------- |
| 1996 | Приветствия сезона                 | Season’s Greetings             | Да       | Да        | Также монтажёр                |
| 2003 | Люди Икс 2                         | X2                             |          | Да        |                               |
| 2005 | Городские легенды 3: Кровавая Мэри | Urban Legends: Bloody Mary     |          | Да        |                               |
| 2006 | Возвращение Супермена              | Superman Returns               |          | Да        |                               |
| 2007 | Кошелёк или жизнь                  | Trick 'r Treat                 | Да       | Да        | Также исполнительный продюсер |
| 2015 | Крампус                            | Krampus                        | Да       | Да        |                               |
| 2016 | Люди Икс: Апокалипсис              | X-Men: Apocalypse              |          | Да        |                               |
| 2019 | Годзилла 2: Король монстров        | Godzilla: King of the Monsters | Да       | Да        |                               |